# Констилейшън (проект)
Проект „Констилейшън“ (на английски: Project Constellation, Проект „Съзвездие“) е програма на НАСА за създаване на ново поколение пилотирани космически кораби, ракети и системи за достъп до МКС, Луната, Марс и други места в Слънчевата система. Проект „Констилейшън“ е следствие на Вижданията за изследване на космоса. Програмата е инициатива на бившия президент US Джордж У. Буш от 2004 г.

## Архитектура

### Космически кораби

#### Орион
Орион е главният космически кораб, който ще пренася хора от Земята до околоземна орбита, окололунна орбита, Международната космическа станция и други места в космоса.

#### Алтаир
Алтаир е космически кораб, който ще транспортира хора от Орион, паркиран в орбита около Луната, до лунната повърхност и обратно.

### Ракети носители

#### Арес I
Арес I е ракетата, която ще изстрелва Орион в околоземна орбита. Базирана е на технологии от космическата совалка.

#### Арес IV
Арес IV е ракета носител, която ще може да изстрелва Орион или Алтаир директно в лунно-трансферна орбита. Подходяща е за използване при спасителни операции на Луната.

#### Арес V
Арес V е тежкотоварна ракета, която ще изстрелва Алтаир и степен за напускане на ниска земна орбита. В ниска земна орбита Алтайир и степента ще се скачват с Орион и ще потеглят към Луната. Очертава се Арес V да стане ракетата с най-голяма товароподемност.

#### Степен за напускане на Земята
Ще се използва за изстрелване на Орион и Алтаир от земна орбита към Луната.